# Pancoran
Pancoran è un sottodistretto (in indonesiano: kecamatan) di Giacarta Meridionale, che a sua volta è una suddivisione di Giacarta, la capitale dell'Indonesia.

## Suddivisioni
Il sottodistretto è suddiviso in sei villaggi amministrativi (in indonesiano: kelurahan):
- Kalibata
- Rawa Jati
- Duren Tiga
- Cikoko
- Pengadegan
- Pancoran